# 深田米次郎
深田 米次郎（ふかだ  よねじろう、安政3年2月7日（1856年3月13日） - 昭和10年（1935年）1月11日）は、日本の明治・大正期の実業家、銀行家。深田銀行を設立、初代頭取に就任。

## 経歴
徳川幕府御用達商人であった深田家に生まれる。1866年（慶応2年）より中井新右衛門の設立した中井銀行に20年余り勤務。東京株式取引所の仲買人となり1911年（明治44年）に退職。株式取引で築いた富を元手に、深田銀行を合名会社として設立。初代頭取となる。1928年（昭和3年）2月に深田銀行を解散、愛知銀行に営業譲渡。